# Sunipia thailandica
Sunipia thailandica är en orkidéart som först beskrevs av Gunnar Seidenfaden och Tem Smitinand, och fick sitt nu gällande namn av Peter Francis Hunt. Sunipia thailandica ingår i släktet Sunipia och familjen orkidéer. Inga underarter finns listade i Catalogue of Life.